# Don Lawrence
Don Lawrence (17 de novembro de 1928 - 29 de dezembro de 2003) foi um ilustrador inglês.

## Livros
- The Look and Learn Book of the Trigan Empire (1973)
- The Trigan Empire (1978)
- Storm: The Deep World (1982)
- Storm: The Last Fighter (1987)
- Storm: The Pirates of Pandarve (1989)
- Tales From the Trigan Empire (1989)
- Cathy (1991}} — reprints Carrie
- Don Lawrence Collected (2001)
- Storm The Collection Volume 1 (Maio de 2004 ISBN 978-9073508-52-1
- Storm The Collection Volume 2 (Maio de 2004 ISBN 978-9073508-49-1
- The Trigan Empire: The Prisoner of Zerss (Agosto de 2004 ISBN 978-9073508-54-5
- Storm The Collection Volume 3 (Setembro de 2004 ISBN 978-9073508-57-6
- Don Lawrence: The Legacy Book 1 — Storm (Outubro de 2004)
- The Trigan Empire: The Sun-Worshippers (February 2005 ISBN 978-9073508-62-0
- The Trigan Empire: The House of the Five Moons (June 2005 ISBN 978-9073508-64-4
- Storm The Collection Volume 4 (June 2005 ISBN 978-9073508-68-2
- The Trigan Empire: The Curse of King Yutta (December 2005 ISBN 978-9073508-66-8
- Storm The Collection Volume 5 (February 2006 ISBN 978-9073508-77-4
- The Trigan Empire: The Three Princes (May 2006 ISBN 978-9073508-78-1
- Don Lawrence: The Legacy Book 2 — Women (June 2006}}
- The Trigan Empire: The Rallu Invasion (August 2006 ISBN 978-9073508-82-8
- Pandarve: The Worlds of Don Lawrence (September 2006}}
- The Trigan Empire: The Reign of Thara (November 2006 ISBN 978-9073508-84-2
- The Trigan Empire: Revolution in Zabriz (March 2007 ISBN 978-9073508-91-0
- Storm The Collection Volume 6 (April 2007 ISBN 978-9073508-81-1
- Storm The Collection Volume 7 (April 2007ISBN 978-9073508-97-2
- The Trigan Empire: The Puppet Emperor (November 2007ISBN 978-9073508-93-4
- Karl the Viking (October 2008}} (also released as a box-set containing all four volumes}}:
  - Volume 1: The Sword of Eingar ISBN 978-9088860-32-4
  - Volume 2: The Powers of Helvud ISBN 978-9088860-34-8
  - Volume 3: Island of the Monsters ISBN 978-9088860-36-2
  - Volume 4: Quest of the Long Ships ISBN 978-9088860-38-6
- Storm The Collection Volume 8 (October 2008 ISBN 978-9073508-99-6
- Storm The Collection Volume 9 (October 2008 ISBN 978-9088860-23-2
- The Trigan Empire: The Invaders From Gallas (forthcoming 2009}}
- The Trigan Empire: The Green Smog (forthcoming 2009}}